# Agrotis evanescens
Agrotis evanescens är en fjärilsart som beskrevs av Rothschild 1894. Agrotis evanescens ingår i släktet Agrotis och familjen nattflyn. Inga underarter finns listade i Catalogue of Life.